# Gehnäll Persson

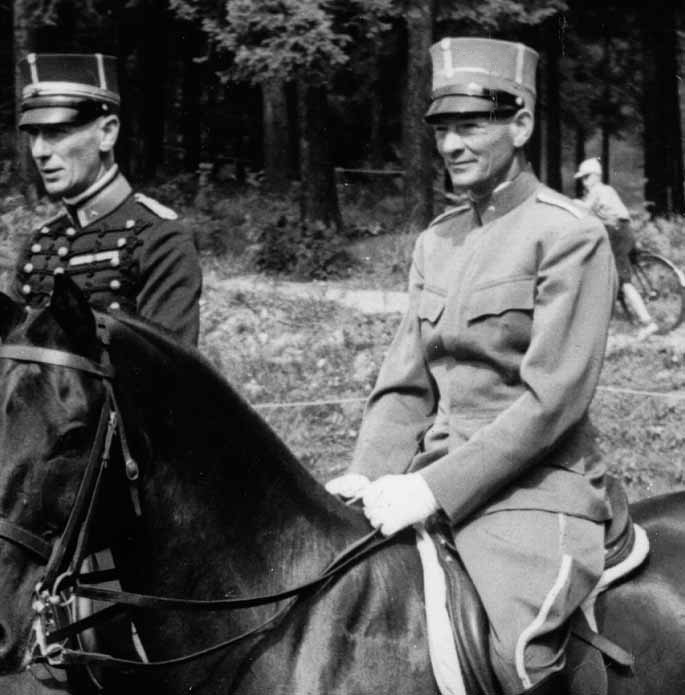
Gehnäll Persson bei den Olympischen Spielen 1952

Gehnäll Persson (* 21. August 1910 in Steneby, Bengtsfors, Västra Götalands län; † 16. Juli 1976 in Köping, Västmanland) war ein schwedischer Dressurreiter sowie Fanjunkare in der Schwedischen Armee.

## Leben
Gehnäll Persson wurde 1910 als Sohn von Sven Persson und Bertha Andersson in Steneby, Bengtsfors geboren.
1938 heiratete er Ruth Jansson (* 1914), mit der er zwei Söhne hatte, Lars Ove (* 1943) und Anders (* 1951).
Persson gab sein Olympiadebüt bei den Olympischen Sommerspielen 1948 in London, wo er Sechster in der Einzeldressur wurde und außerdem mit dem schwedischen Team in der Mannschaftsdressur mit großem Vorsprung die Goldmedaille gewann. Persson und die schwedische Mannschaft wurden jedoch am 27. April 1949 durch die Fédération Équestre Internationale (FEI) und mit Zustimmung des Internationalen Olympischen Komitees nachträglich disqualifiziert. Persson war drei Wochen vor dem Wettkampf zu einem Offiziersrang eines Leutnants, Fänrik im schwedischen Herr, befördert worden. Nur zweieinhalb Wochen nach dem Wettkampf degradierte ihn dieses wieder zurück zum Fanjunkare, seinen ursprünglichen Unteroffizierrang im schwedischen Herr. Gemäß damaligem Reglement waren jedoch nur Offiziere und „Herrenreiter“ teilnahmeberechtigt, nicht aber Unteroffiziere. Da Gehnäll lediglich für den Zeitraum rund um die Spiele befördert worden war, galt dies als Regelverstoß.
Bei den Olympischen Sommerspielen 1952 in Helsinki gewann er auf „Knaust“ zusammen mit Gustaf Adolf Boltenstern junior und Henri Saint Cyr die Goldmedaille in der Mannschaftsdressur vor der Schweiz und Deutschland. Vier Jahre später konnte Persson diesen Erfolg auf „Knaust“ bei den Reitwettbewerben der Olympischen Sommerspiele 1956 in Stockholm erneut zusammen mit Boltenstern und Saint Cyr wiederholen und Gold in der Mannschaftsdressur vor den Teams aus Gesamtdeutschland und der Schweiz gewinnen.
Persson starb 1976 im Alter von 65 Jahren in Köping, Västmanland.